# Africadesha tobiasi
Africadesha tobiasi är en stekelart som beskrevs av Donald L.J. Quicke och Ingram 1993. Africadesha tobiasi ingår i släktet Africadesha och familjen bracksteklar. Inga underarter finns listade i Catalogue of Life.